# Neonella
Genre
Neonella est un genre d'araignées aranéomorphes de la famille des Salticidae.

## Distribution
Les espèces de ce genre se rencontrent en Amérique.

## Liste des espèces
Selon World Spider Catalog (version 25.5, 13/11/2024) :
- Neonella acostae Rubio, Argañaraz & Gleiser, 2015
- Neonella almita Hagopián & Simó, 2024
- Neonella antillana Galiano, 1988
- Neonella camillae Edwards, 2003
- Neonella choanocytica Salgado & Ruiz, 2018
- Neonella colalao Galiano, 1998
- Neonella gyrinus Salgado & Ruiz, 2018
- Neonella heliophanina (Taczanowski, 1871)
- Neonella lubrica Galiano, 1988
- Neonella mayaguez Galiano, 1998
- Neonella minuta Galiano, 1965
- Neonella montana Galiano, 1988
- Neonella nana Galiano, 1988
- Neonella noronha Ruiz, Brescovit & Freitas, 2007
- Neonella salafraria Ruiz & Brescovit, 2004
- Neonella vinnula Gertsch, 1936

## Systématique et taxinomie
Ce genre a été décrit par Gertsch en 1936 dans les Salticidae.

## Publication originale
- Gertsch, 1936 : « Further diagnoses of new American spiders. » American Museum novitates, no 852, p. 1-27 (texte intégral).